# Repêchage d'entrée dans la LNH 2017
Ne pas confondre avec le repêchage d'expansion de la LNH 2017.
2016 2018
Le repêchage d'entrée dans la Ligue nationale de hockey 2017 est le 55e repêchage d'entrée de l'histoire de la Ligue nationale de hockey (LNH). Il se tient les 23 et 24 juin 2017 à Chicago, dans l'Illinois, aux États-Unis.

## Loterie
Afin de déterminer l'ordre dans lequel les équipes choisissent les joueurs, une loterie préalable est réalisée entre les 15 équipes qui ne se sont pas qualifiées pour les séries éliminatoires de la Coupe Stanley 2017. En 2017, la loterie se déroule à Toronto le 29 avril 2017 et trois tirages au sort successifs ont lieu pour déterminer les trois premiers choix de repêchage. L'Avalanche du Colorado, dernière équipe au classement de la saison régulière, a 18 % de chance de remporter le premier choix et l'équipe la mieux classée des 14 en saison régulière, les Islanders de New York, n'a que 0,9 % de chance. Si l'Avalanche ne remporte pas le premier choix, le pourcentage augmente pour le tirage au sort du deuxième choix et il en va de même pour le troisième choix. Après le troisième tirage au sort, si l'Avalanche n'a pas obtenu un des 3 premiers choix, il obtient automatiquement le 4e choix au total. En octobre 2017, une équipe d'expansion, les Golden Knights de Vegas, dispute le premier match de son histoire dans la LNH. Pour s'ajuster à l'arrivée d'une 31e formation, la ligue décide d'inclure cette dernière à la loterie pour le repêchage de 2017. Les Golden Knights ont ainsi 10,3 % de chance d'obtenir le 1er choix au total, soit le même pourcentage que l'équipe qui a terminé au 28e rang à la fin de la saison régulière. De plus, les pourcentages des 14 autres équipes sont réduits de façon proportionnelle pour faire place à une 15e équipe, contrairement à la loterie de 2016.
| Équipe               | 1er    | 2e     | 3e     | 4e     | 5e     | 6e     | 7e     | 8e     | 9e     | 10e    | 11e    | 12e    | 13e    | 14e     | 15e     |
| -------------------- | ------ | ------ | ------ | ------ | ------ | ------ | ------ | ------ | ------ | ------ | ------ | ------ | ------ | ------- | ------- |
| Colorado             | 18,0 % | 16,0 % | 14,1 % | 52,0 % |        |        |        |        |        |        |        |        |        |         |         |
| Vancouver            | 12,1 % | 11,8 % | 11,3 % | 34,0 % | 30,7 % |        |        |        |        |        |        |        |        |         |         |
| Vegas                | 10,3 % | 10,3 % | 10,1 % | 11,8 % | 39,3 % | 18,1 % |        |        |        |        |        |        |        |         |         |
| Arizona              | 10,3 % | 10,3 % | 10,1 % | 2,1 %  | 22,8 % | 34,6 % | 9,7 %  |        |        |        |        |        |        |         |         |
| New Jersey           | 8,5 %  | 8,7 %  | 8,8 %  |        | 7,2 %  | 33,0 % | 28,7 % | 5,2 %  |        |        |        |        |        |         |         |
| Buffalo              | 7,6 %  | 7,8 %  | 8,0 %  |        |        | 14,3 % | 38,2 % | 21,4 % | 2,6 %  |        |        |        |        |         |         |
| Détroit              | 6,7 %  | 7,0 %  | 7,2 %  |        |        |        | 23,4 % | 39,7 % | 14,8 % | 1,2 %  |        |        |        |         |         |
| Dallas               | 5,8 %  | 6,1 %  | 6,4 %  |        |        |        |        | 33,7 % | 37,9 % | 9,5 %  | 0,5 %  |        |        |         |         |
| Floride              | 5,4 %  | 5,7 %  | 6,0 %  |        |        |        |        |        | 44,7 % | 32,7 % | 5,4 %  | 0,2 %  |        |         |         |
| Los Angeles          | 4,5 %  | 4,8 %  | 5,1 %  |        |        |        |        |        |        | 56,5 % | 26,4 % | 2,7 %  | 0,1 %  |         |         |
| Caroline             | 3,2 %  | 3,4 %  | 3,7 %  |        |        |        |        |        |        |        | 67,8 % | 20,7 % | 1,3 %  | < 0,1 % |         |
| Winnipeg             | 2,7 %  | 2,7 %  | 2,9 %  |        |        |        |        |        |        |        |        | 76,4 % | 14,3 % | 0,5 %   | < 0,1 % |
| Philadelphie         | 2,2 %  | 2,4 %  | 2,7 %  |        |        |        |        |        |        |        |        |        | 84,3 % | 8,3 %   | 0,1 %   |
| Tampa Bay            | 1,8 %  | 2,0 %  | 2,2 %  |        |        |        |        |        |        |        |        |        |        | 91,2 %  | 2,9 %   |
| New York (Islanders) | 0,9 %  | 1,0 %  | 1,1 %  |        |        |        |        |        |        |        |        |        |        |         | 97,0 %  |

En gras, le choix remporté par chaque équipe.

## Meilleurs espoirs
Les tableaux ci-dessous présentent les meilleurs joueurs évoluant soit dans les championnats d'Amérique du Nord soit en Europe.
| Rang | En Amérique du Nord          | En Europe                                        |
| ---- | ---------------------------- | ------------------------------------------------ |
| 1    | Nolan Patrick (Centre)       | Klim Kostine (Ailier gauche/Centre)              |
| 2    | Nico Hischier (Centre)       | Elias Pettersson (Centre)                        |
| 3    | Casey Mittelstadt (Centre)   | Lias Andersson (Centre)                          |
| 4    | Gabriel Vilardi (Centre)     | Miro Heiskanen (Défenseur)                       |
| 5    | Michael Rasmussen (Centre)   | Martin Nečas (Centre)                            |
| 6    | Cody Glass (Centre)          | Timothy Liljegren (Défenseur)                    |
| 7    | Owen Tippett (Ailier droit)  | Kristian Vesalainen (Ailier gauche/Ailier droit) |
| 8    | Eeli Tolvanen (Ailier droit) | Urho Vaakanainen (Défenseur)                     |
| 9    | Cale Makar (Défenseur)       | Erik Brännström (Défenseur)                      |
| 10   | Nick Suzuki (Centre)         | Jesper Boqvist (Centre)                          |

| Rang | En Amérique du Nord | En Europe            |
| ---- | ------------------- | -------------------- |
| 1    | Jake Oettinger      | Ukko-Pekka Luukkonen |
| 2    | Keith Petruzzelli   | Olle Eriksson Ek     |
| 3    | Ian Scott           | Adam Åhman           |

## Le repêchage

### Premier tour
| Rang | Joueur                | Position       | Nationalité | Équipe LNH                                                              | Repêché de                                     |
| ---- | --------------------- | -------------- | ----------- | ----------------------------------------------------------------------- | ---------------------------------------------- |
| 1    | Nico Hischier         | Centre         | Suisse      | Devils du New Jersey                                                    | Mooseheads d'Halifax (LHJMQ)                   |
| 2    | Nolan Patrick         | Centre         | Canada      | Flyers de Philadelphie                                                  | Wheat Kings de Brandon (LHOu)                  |
| 3    | Miro Heiskanen        | Défenseur      | Finlande    | Stars de Dallas                                                         | HIFK (SM-Liiga)                                |
| 4    | Cale Makar            | Défenseur      | Canada      | Avalanche du Colorado                                                   | Bandits de Brooks (LHJA)                       |
| 5    | Elias Pettersson      | Centre         | Suède       | Canucks de Vancouver                                                    | Timra IK (Allsvenskan)                         |
| 6    | Cody Glass            | Centre         | Canada      | Golden Knights de Vegas                                                 | Winterhawks de Portland (LHOu)                 |
| 7    | Lias Andersson        | Centre         | Suède       | Rangers de New York (des Coyotes de l'Arizona)                          | HV 71 (SHL)                                    |
| 8    | Casey Mittelstadt     | Centre         | États-Unis  | Sabres de Buffalo                                                       | Gamblers de Green Bay (USHL)                   |
| 9    | Michael Rasmussen     | Centre         | Canada      | Red Wings de Détroit                                                    | Americans de Tri-City (LHOu)                   |
| 10   | Owen Tippett          | Ailier droit   | Canada      | Panthers de la Floride                                                  | Steelheads de Mississauga (LHO)                |
| 11   | Gabriel Vilardi       | Centre         | Canada      | Kings de Los Angeles                                                    | Spitfires de Windsor (LHO)                     |
| 12   | Martin Nečas          | Centre         | Tchéquie    | Hurricanes de la Caroline                                               | HC Kometa Brno (Extraliga)                     |
| 13   | Nick Suzuki           | Centre         | Canada      | Golden Knights de Vegas (des Jets de Winnipeg)                          | Attack d'Owen Sound (LHO)                      |
| 14   | Callan Foote          | Défenseur      | États-Unis  | Lightning de Tampa Bay                                                  | Rockets de Kelowna (LHOu)                      |
| 15   | Erik Brännström       | Défenseur      | Suède       | Golden Knights de Vegas (des Islanders de New York)                     | HV 71 (SHL)                                    |
| 16   | Juuso Välimäki        | Défenseur      | Finlande    | Flames de Calgary                                                       | Americans de Tri-City (LHOu)                   |
| 17   | Timothy Liljegren     | Défenseur      | Suède       | Maple Leafs de Toronto                                                  | Rögle BK (SHL)                                 |
| 18   | Urho Vaakanainen      | Défenseur      | Finlande    | Bruins de Boston                                                        | JYP Jyväskylä (SM-Liiga)                       |
| 19   | Josh Norris           | Centre         | États-Unis  | Sharks de San José                                                      | United States National Development Team (USHL) |
| 20   | Robert Thomas         | Centre         | Canada      | Blues de Saint-Louis                                                    | Knights de London (LHO)                        |
| 21   | Filip Chytil          | Centre         | Tchéquie    | Rangers de New York                                                     | HC Zlín (Extraliga)                            |
| 22   | Kailer Yamamoto       | Ailier droit   | États-Unis  | Oilers d'Edmonton                                                       | Chiefs de Spokane (LHOu)                       |
| 23   | Pierre-Olivier Joseph | Défenseur      | Canada      | Coyotes de l'Arizona (du Wild du Minnesota)                             | Islanders de Charlottetown (LHJMQ)             |
| 24   | Kristian Vesalainen   | Ailier droit   | Finlande    | Jets de Winnipeg (des Blue Jackets de Columbus, via les Golden Knights) | Frölunda HC (SHL)                              |
| 25   | Ryan Poehling         | Centre         | États-Unis  | Canadiens de Montréal                                                   | St. Cloud State University (NCAA)              |
| 26   | Jake Oettinger        | Gardien de but | États-Unis  | Stars de Dallas (des Blackhawks de Chicago)                             | Boston University (NCAA)                       |
| 27   | Morgan Frost          | Centre         | Canada      | Flyers de Philadelphie (des Capitals de Washington, via les Blues)      | Greyhounds de Sault Ste. Marie (LHO)           |
| 28   | Shane Bowers          | Centre         | Canada      | Sénateurs d'Ottawa                                                      | Black Hawks de Waterloo (USHL)                 |
| 29   | Henri Jokiharju       | Défenseur      | Finlande    | Blackhawks de Chicago (des Ducks d'Anaheim, via les Stars)              | Winterhawks de Portland (LHOu)                 |
| 30   | Eeli Tolvanen         | AD             | Finlande    | Predators de Nashville                                                  | Musketeers de Sioux City (USHL)                |
| 31   | Klim Kostine          | AD             | Russie      | Blues de Saint-Louis (des Penguins de Pittsburgh)                       | HK Dinamo Moscou (KHL)                         |

### Deuxième tour
| Rang | Joueur               | Position       | Nationalité | Équipe LNH                                                                  | Repêché de                                     |
| ---- | -------------------- | -------------- | ----------- | --------------------------------------------------------------------------- | ---------------------------------------------- |
| 32   | Conor Timmins        | Défenseur      | Canada      | Avalanche du Colorado                                                       | Greyhounds de Sault Ste. Marie (LHO)           |
| 33   | Kole Lind            | Ailier droit   | Canada      | Canucks de Vancouver                                                        | Rockets de Kelowna (LHOu)                      |
| 34   | Nicolas Hague        | Défenseur      | Canada      | Golden Knights de Vegas                                                     | Steelheads de Mississauga (LHO)                |
| 35   | Isaac Ratcliffe      | Ailier gauche  | Canada      | Flyers de Philadelphie (des Coyotes de l'Arizona)                           | Storm de Guelph (LHO)                          |
| 36   | Jesper Boqvist       | Centre         | Suède       | Devils du New Jersey                                                        | Brynäs IF (SHL)                                |
| 37   | Marcus Davidsson     | Centre         | Suède       | Sabres de Buffalo                                                           | Djurgardens IF (SHL)                           |
| 38   | Gustav Lindstrom     | Défenseur      | Suède       | Red Wings de Détroit                                                        | Almtuna IS (Allsvenskan)                       |
| 39   | Jason Robertson      | Ailier gauche  | États-Unis  | Stars de Dallas                                                             | Frontenacs de Kingston (LHO)                   |
| 40   | Aleksi Heponiemi     | Centre         | Finlande    | Panthers de la Floride                                                      | Broncos de Swift Current (LHOu)                |
| 41   | Jaret Anderson-Dolan | Centre         | Canada      | Kings de Los Angeles                                                        | Chiefs de Spokane (LHOu)                       |
| 42   | Eetu Luostarinen     | Centre         | Finlande    | Hurricanes de la Caroline                                                   | KalPa Kuopio (SM-Liiga)                        |
| 43   | Dylan Samberg        | Défenseur      | États-Unis  | Jets de Winnipeg                                                            | Hermantown High (USHS)                         |
| 44   | Filip Westerlund     | Défenseur      | Suède       | Coyotes de l'Arizona (des Flyers de Philadelphie)                           | Frölunda HC (SHL)                              |
| 45   | Alexandre Texier     | Centre         | France      | Blue Jackets de Columbus (du Lightning de Tampa Bay via les Golden Knights) | Brûleurs de loups de Grenoble (Ligue Magnus)   |
| 46   | Robin Salo           | Défenseur      | Finlande    | Islanders de New York                                                       | Sport Vaasa (SM-Liiga)                         |
| 47   | Alex Formenton       | Ailier gauche  | Canada      | Sénateurs d'Ottawa (des Flames de Calgary)                                  | Knights de London (LHO)                        |
| 48   | Aleksandr Volkov     | Ailier droit   | Russie      | Lightning de Tampa Bay (des Maple Leafs de Toronto)                         | SKA-1946 (MHL)                                 |
| 49   | Mario Ferraro        | Défenseur      | Canada      | Sharks de San José (des Bruins de Boston, via les Devils)                   | Buccaneers de Des Moines (USHL)                |
| 50   | Maxime Comtois       | Ailier gauche  | Canada      | Ducks d'Anaheim (des Sharks de San José, via les Maple Leafs)               | Tigres de Victoriaville (LHJMQ)                |
| 51   | Zachary Lauzon       | Défenseur      | Canada      | Penguins de Pittsburgh (des Blues de Saint-Louis)                           | Huskies de Rouyn-Noranda (LHJMQ)               |
| 52   | Luke Martin          | Défenseur      | États-Unis  | Hurricanes de la Caroline (des Rangers de New York)                         | Michigan (NCAA)                                |
| 53   | Jack Studnicka       | Centre         | Canada      | Bruins de Boston (des Oilers d'Edmonton)                                    | Generals d'Oshawa (LHO)                        |
| 54   | Ukko-Pekka Luukkonen | Gardien de but | Finlande    | Sabres de Buffalo (du Wild du Minnesota)                                    | HPK U20 (SM-Liiga Jr. A)                       |
| 55   | Jonah Gadjovich      | Ailier gauche  | Canada      | Canucks de Vancouver (des Blue Jackets de Columbus)                         | Attack d'Owen Sound (LHO)                      |
| 56   | Joshua Brook         | Défenseur      | Canada      | Canadiens de Montréal                                                       | Warriors de Moose Jaw (LHOu)                   |
| 57   | Ian Mitchell         | Défenseur      | Canada      | Blackhawks de Chicago                                                       | Saints de Spruce Grove (LHJA)                  |
| 58   | Joni Ikonen          | Centre         | Finlande    | Canadiens de Montréal (des Capitals de Washington)                          | Frölunda HC U20 (SuperElit)                    |
| 59   | Eemeli Rasanen       | Défenseur      | Finlande    | Maple Leafs de Toronto (des Sénateurs d'Ottawa)                             | Frontenacs de Kingston (LHO)                   |
| 60   | Antoine Morand       | Centre         | Canada      | Ducks d'Anaheim                                                             | Titan d'Acadie-Bathurst (LHJMQ)                |
| 61   | Grant Mismash        | Centre         | États-Unis  | Predators de Nashville                                                      | United States National Development Team (USHL) |
| 62   | Jake Leschyshyn      | Centre         | Canada      | Golden Knights de Vegas (des Penguins de Pittsburgh, via les Hurricanes)    | Pats de Regina (LHOu)                          |

### Troisième tour
| Rang | Joueur               | Position       | Nationalité | Équipe LNH                                                         | Repêché de                                     |
| ---- | -------------------- | -------------- | ----------- | ------------------------------------------------------------------ | ---------------------------------------------- |
| 63   | Fabian Zetterlund    | Ailier droit   | Suède       | Devils du New Jersey (de l'Avalanche du Colorado)                  | Färjestad BK U20 (SuperElit)                   |
| 64   | Michael DiPietro     | Gardien de but | Canada      | Canucks de Vancouver                                               | Spitfires de Windsor (LHO)                     |
| 65   | Jonas Rondbjerg      | Ailier droit   | Danemark    | Golden Knights de Vegas                                            | Växjö Lakers HC U20 (SuperElit)                |
| 66   | Maxwell Gildon       | Défenseur      | États-Unis  | Panthers de la Floride (des Coyotes de l'Arizona)                  | United States National Development Team (USHL) |
| 67   | Morgan Geekie        | Centre         | Canada      | Hurricanes de la Caroline (des Devils du New Jersey)               | Americans de Tri-City (LHOu)                   |
| 68   | Scott Walford        | Défenseur      | Canada      | Canadiens de Montréal (des Sabres de Buffalo)                      | Royals de Victoria (LHOu)                      |
| 69   | MacKenzie Entwistle  | Ailier droit   | Canada      | Coyotes de l'Arizona (des Red Wings de Détroit, via les Sharks)    | Bulldogs de Hamilton (LHO)                     |
| 70   | Andreï Altybarmakian | Ailier droit   | Russie      | Blackhawks de Chicago (des Stars de Dallas)                        | SKA-Neva (VHL)                                 |
| 71   | Kasper Kotkansalo    | Défenseur      | Finlande    | Red Wings de Détroit (des Panthers de la Floride)                  | Stampede de Sioux Falls (USHL)                 |
| 72   | Matt Villalta        | Gardien de but | Canada      | Kings de Los Angeles                                               | Greyhounds de Sault Ste. Marie (LHO)           |
| 73   | Stelio Mattheos      | Centre         | Canada      | Hurricanes de la Caroline                                          | Wheat Kings de Brandon (LHOu)                  |
| 74   | Johnathan Kovacevic  | Défenseur      | Canada      | Jets de Winnipeg                                                   | Merrimack (NCAA)                               |
| 75   | Nathan Schnarr       | Centre         | Canada      | Coyotes de l'Arizona (des Flyers de Philadelphie)                  | Storm de Guelph (LHO)                          |
| 76   | Alekseï Lipanov      | Centre         | Russie      | Lightning de Tampa Bay                                             | Dinamo Balachikha (VHL)                        |
| 77   | Benjamin Mirageas    | Défenseur      | États-Unis  | Islanders de New York                                              | Steel de Chicago (USHL)                        |
| 78   | Stuart Skinner       | Gardien de but | Canada      | Oilers d'Edmonton (des Flames de Calgary via les Coyotes)          | Hurricanes de Lethbridge (LHOu)                |
| 79   | Lane Zablocki        | Centre         | Canada      | Red Wings de Détroit (des Maple Leafs de Toronto)                  | Rebels de Red Deer (LHOu)                      |
| 80   | Kirill Oustimenko    | Gardien de but | Russie      | Flyers de Philadelphie (des Bruins de Boston)                      | HK Dinamo Saint-Pétersbourg (MHL)              |
| 81   | Reilly Walsh         | Défenseur      | États-Unis  | Devils du New Jersey (des Sharks de San José)                      | Steel de Chicago (USHL)                        |
| 82   | Cameron Crotty       | Défenseur      | Canada      | Coyotes de l'Arizona (des Blues de Saint-Louis via les Oilers)     | Braves de Brockville (LCHJA)                   |
| 83   | Zachary Gallant      | Centre         | Canada      | Red Wings de Détroit (des Rangers de New York)                     | Petes de Peterborough (LHO)                    |
| 84   | Dmitri Samoroukov    | Défenseur      | Russie      | Oilers d'Edmonton                                                  | Storm de Guelph (LHO)                          |
| 85   | Ivan Lodnia          | Ailier droit   | États-Unis  | Wild du Minnesota                                                  | Otters d'Érié (LHO)                            |
| 86   | Daniil Tarassov      | Gardien de but | Russie      | Blue Jackets de Columbus                                           | Tolpar Oufa (MHL)                              |
| 87   | Cale Fleury          | Défenseur      | Canada      | Canadiens de Montréal                                              | Ice de Kootenay (LHOu)                         |
| 88   | Keith Petruzzelli    | Gardien de but | États-Unis  | Red Wings de Détroit (des Blackhawks de Chicago)                   | Lumberjacks de Muskegon (USHL)                 |
| 89   | Oskari Laaksonen     | Défenseur      | Finlande    | Sabres de Buffalo (des Capitals de Washington)                     | Ilves U20 (SM-Liiga Jr. A)                     |
| 90   | Evan Barratt         | Centre         | États-Unis  | Blackhawks de Chicago (des Sénateurs d'Ottawa, via les Hurricanes) | United States National Development Team (USHL) |
| 91   | Jack Badini          | Centre         | États-Unis  | Ducks d'Anaheim                                                    | Steel de Chicago (USHL)                        |
| 92   | David Farrance       | Défenseur      | États-Unis  | Predators de Nashville                                             | United States National Development Team (USHL) |
| 93   | Clayton Phillips     | Défenseur      | États-Unis  | Penguins de Pittsburgh                                             | Force de Fargo (USHL)                          |

### Quatrième tour
| Rang | Joueur               | Position       | Nationalité | Équipe LNH                                                                     | Repêché de                                     |
| ---- | -------------------- | -------------- | ----------- | ------------------------------------------------------------------------------ | ---------------------------------------------- |
| 94   | Nicholas Henry       | Ailier droit   | Canada      | Avalanche du Colorado                                                          | Pats de Regina (LHOu)                          |
| 95   | Jack Rathbone        | Défenseur      | États-Unis  | Canucks de Vancouver                                                           | Dexter School (USHS)                           |
| 96   | Maksim Joukov        | Gardien de but | Russie      | Golden Knights de Vegas                                                        | Gamblers de Green Bay (USHL)                   |
| 97   | Mason Shaw           | Centre         | Canada      | Wild du Minnesota (des Coyotes de l'Arizona)                                   | Tigers de Medicine Hat (LHOu)                  |
| 98   | Nikita Popougaïev    | Ailier droit   | Russie      | Devils du New Jersey                                                           | Warriors de Moose Jaw (LHOu)                   |
| 99   | Jacob Bryson         | Défenseur      | Canada      | Sabres de Buffalo                                                              | Providence (NCAA)                              |
| 100  | Malte Setkov         | Défenseur      | Danemark    | Red Wings de Détroit                                                           | Malmö Redhawks U20 (SuperElit)                 |
| 101  | Liam Hawel           | Centre         | Canada      | Stars de Dallas                                                                | Storm de Guelph (LHO)                          |
| 102  | Scott Reedy          | Centre         | États-Unis  | Sharks de San José (des Panthers de la Floride via les Rangers)                | United States National Development Team (USHL) |
| 103  | Michael Anderson     | Défenseur      | États-Unis  | Kings de Los Angeles                                                           | Black Hawks de Waterloo (USHL)                 |
| 104  | Eetu Makiniemi       | Gardien de but | Finlande    | Hurricanes de la Caroline                                                      | Jokerit U20 (SM-Liiga Jr. A)                   |
| 105  | Santeri Virtanen     | Centre         | Finlande    | Jets de Winnipeg                                                               | TPS U20 (SM-Liiga Jr. A)                       |
| 106  | Matthew Strome       | Ailier gauche  | Canada      | Flyers de Philadelphie                                                         | Bulldogs de Hamilton (LHO)                     |
| 107  | Maksim Souchko       | Ailier droit   | Biélorussie | Flyers de Philadelphie (du Lightning de Tampa Bay)                             | Attack d'Owen Sound (LHO)                      |
| 108  | Noel Hoefenmayer     | Défenseur      | Canada      | Coyotes de l'Arizona (du Islanders de New York via les Flyers)                 | 67 d'Ottawa (LHO)                              |
| 109  | Adam Růžička         | Centre         | Slovaquie   | Flames de Calgary                                                              | Sting de Sarnia (LHO)                          |
| 110  | Ian Scott            | Gardien de but | Canada      | Maple Leafs de Toronto                                                         | Raiders de Prince Albert (LHOu)                |
| 111  | Jeremy Swayman       | Gardien de but | États-Unis  | Bruins de Boston                                                               | Stampede de Sioux Falls (USHL)                 |
| 112  | Tim Soderlund        | Centre         | Suède       | Blackhawks de Chicago (des Sharks de San José via les Canucks)                 | Skellefteå AIK (SHL)                           |
| 113  | Alekseï Toroptchenko | Ailier droit   | Russie      | Blues de Saint-Louis                                                           | HK MVD (MHL)                                   |
| 114  | Petr Kvaca           | Gardien de but | Tchéquie    | Avalanche du Colorado (des Rangers de New York)                                | HC České Budějovice (CZE 2)                    |
| 115  | Ostap Safin          | Ailier droit   | Tchéquie    | Oilers d'Edmonton                                                              | HC Sparta Prague (Extraliga)                   |
| 116  | Bryce Misley         | Centre         | Canada      | Wild du Minnesota                                                              | Blades de Oakville (LHJO)                      |
| 117  | Emil Bemstrom        | Centre         | Suède       | Blue Jackets de Columbus                                                       | Leksands IF U20 (SuperElit)                    |
| 118  | Markus Phillips      | Défenseur      | Canada      | Kings de Los Angeles (des Canadiens de Montréal, via les Stars)                | Attack d'Owen Sound (LHO)                      |
| 119  | Roope Laavainen      | Défenseur      | Finlande    | Blackhawks de Chicago                                                          | Jokerit U20 (SM-Liiga Jr. A)                   |
| 120  | Tobias Geisser       | Défenseur      | Suisse      | Capitals de Washington                                                         | EVZ Academy (LNB)                              |
| 121  | Drake Batherson      | Centre         | Canada      | Sénateurs d'Ottawa                                                             | Screaming Eagles du Cap-Breton (LHJMQ)         |
| 122  | Kyle Olson           | Ailier droit   | Canada      | Ducks d'Anaheim                                                                | Americans de Tri-City (LHOu)                   |
| 123  | Brandon Crawley      | Défenseur      | États-Unis  | Rangers de New York (des Predators de Nashville, via les Devils et les Sharks) | Knights de London (LHO)                        |
| 124  | Vladislav Kara       | Centre         | Russie      | Maple Leafs de Toronto (des Penguins de Pittsburgh)                            | Irbis (MHL)                                    |

### Cinquième tour
| Rang | Joueur                | Position       | Nationalité | Équipe LNH                                                              | Repêché de                                     |
| ---- | --------------------- | -------------- | ----------- | ----------------------------------------------------------------------- | ---------------------------------------------- |
| 125  | Igor Chvyriov         | Centre         | Russie      | Avalanche du Colorado                                                   | Stalnye Lisy (MHL)                             |
| 126  | Michael Karow         | Défenseur      | États-Unis  | Coyotes de l'Arizona (des Canucks de Vancouver via les Oilers)          | Phantoms de Youngstown (USHL)                  |
| 127  | Lucas Elvenes         | Centre         | Suède       | Golden Knights de Vegas                                                 | Rögle BK U20 (SuperElit)                       |
| 128  | Tyler Steenbergen     | Centre         | Canada      | Coyotes de l'Arizona                                                    | Broncos de Swift Current (LHOu)                |
| 129  | Gilles Senn           | Gardien de but | Suisse      | Devils du New Jersey                                                    | HC Davos (LNA)                                 |
| 130  | David Noël            | Défenseur      | Canada      | Blues de Saint-Louis (des Sabres de Buffalo)                            | Foreurs de Val-d'Or (LHJMQ)                    |
| 131  | Cole Fraser           | Défenseur      | Canada      | Red Wings de Détroit                                                    | Petes de Peterborough (LHO)                    |
| 132  | Jacob Peterson        | Centre         | Suède       | Stars de Dallas                                                         | Frölunda HC U20 (SuperElit)                    |
| 133  | Tyler Inamoto         | Défenseur      | États-Unis  | Panthers de la Floride                                                  | United States National Development Team (USHL) |
| 134  | Cole Hults            | Défenseur      | États-Unis  | Kings de Los Angeles                                                    | Capitols de Madison (USHL)                     |
| 135  | Kristoffer Gunnarsson | Défenseur      | Suède       | Canucks de Vancouver (des Hurricanes de la Caroline via les Blackhawks) | IK Oskarshamn (Allsvenskan)                    |
| 136  | Leon Gawanke          | Défenseur      | Allemagne   | Jets de Winnipeg                                                        | Screaming Eagles du Cap-Breton (LHJMQ)         |
| 137  | Noah Cates            | Ailier gauche  | États-Unis  | Flyers de Philadelphie                                                  | Stillwater High (USHS)                         |
| 138  | Drake Rymsha          | Centre         | États-Unis  | Kings de Los Angeles (du Lightning de Tampa Bay)                        | Sting de Sarnia (LHO)                          |
| 139  | Sebastian Aho         | Défenseur      | Suède       | Islanders de New York                                                   | Skellefteå AIK (SHL)                           |
| 140  | Zach Fischer          | Ailier droit   | Canada      | Flames de Calgary                                                       | Tigers de Medicine Hat (LHOu)                  |
| 141  | Fedor Gordeev         | Défenseur      | Canada      | Maple Leafs de Toronto                                                  | Firebirds de Flint (LHO)                       |
| 142  | Jonathan Dugan        | Ailier gauche  | États-Unis  | Golden Knights de Vegas (des Bruins de Boston, via les Hurricanes)      | Northwood School (USHS)                        |
| 143  | Marián Studenič       | Ailier droit   | Slovaquie   | Devils du New Jersey (des Sharks de San José)                           | Bulldogs de Hamilton (LHO)                     |
| 144  | Parker Foo            | Centre         | Canada      | Blackhawks de Chicago (des Blues de Saint-Louis)                        | Bandits de Brooks (LHJA)                       |
| 145  | Calle Sjalin          | Défenseur      | Suède       | Rangers de New York                                                     | Östersunds IK (Division 1)                     |
| 146  | Kirill Maksimov       | Ailier droit   | Russie      | Oilers d'Edmonton                                                       | Spirit de Saginaw (LHO)                        |
| 147  | Jacob Golden          | Défenseur      | Canada      | Wild du Minnesota                                                       | Knights de London (LHO)                        |
| 148  | Kale Howarth          | Centre         | Canada      | Blue Jackets de Columbus                                                | Smoke Eaters de Trail (LHCB)                   |
| 149  | Jarret Tyszka         | Défenseur      | Canada      | Canadiens de Montréal                                                   | Thunderbirds de Seattle (LHOu)                 |
| 150  | Jakub Galvas          | Défenseur      | Tchéquie    | Blackhawks de Chicago                                                   | HC Olomouc (Extraliga)                         |
| 151  | Sebastian Walfridsson | Défenseur      | Suède       | Capitals de Washington                                                  | MODO Hockey U20 (SuperElit)                    |
| 152  | Jan Drozg             | Ailier gauche  | Slovénie    | Penguins de Pittsburgh (des Sénateurs d'Ottawa)                         | Leksands IF U18 (U18 Elit)                     |
| 153  | Olle Eriksson Ek      | Gardien de but | Suède       | Ducks d'Anaheim                                                         | Färjestad BK U20 (SuperElit)                   |
| 154  | Tomas Vomacka         | Gardien de but | Tchéquie    | Predators de Nashville                                                  | IceRays de Corpus Christi (NAHL)               |
| 155  | Linus Ölund           | Centre         | Suède       | Penguins de Pittsburgh                                                  | Brynäs IF (SHL)                                |

### Sixième tour
| Rang | Joueur               | Position       | Nationalité | Équipe LNH                                                               | Repêché de                          |
| ---- | -------------------- | -------------- | ----------- | ------------------------------------------------------------------------ | ----------------------------------- |
| 156  | Denis Smirnov        | Ailier gauche  | Russie      | Avalanche du Colorado                                                    | Penn State (NCAA)                   |
| 157  | Dominik Lakatos      | Centre         | Tchéquie    | Rangers de New York (des Canucks de Vancouver)                           | Bílí tygři Liberec (Extraliga)      |
| 158  | Nick Campoli         | Centre         | Canada      | Golden Knights de Vegas                                                  | Rangers de North York (LHJO)        |
| 159  | Jacob McGrew         | Ailier droit   | États-Unis  | Sharks de San José (des Coyotes de l'Arizona)                            | Chiefs de Spokane (LHOu)            |
| 160  | Aarne Talvitie       | Centre         | Finlande    | Devils du New Jersey                                                     | Espoo Blues U20 (SM-Liiga Jr. A)    |
| 161  | Jiří Patera          | Gardien de but | Tchéquie    | Golden Knights de Vegas (des Sabres de Buffalo)                          | HC České Budějovice U20 (CZE 2)     |
| 162  | Jack Adams           | Ailier droit   | États-Unis  | Red Wings de Détroit                                                     | Force de Fargo (USHL)               |
| 163  | Brett Davis          | Ailier droit   | Canada      | Stars de Dallas                                                          | Ice de Kootenay (LHOu)              |
| 164  | Reilly Webb          | Défenseur      | Canada      | Red Wings de Détroit (des Panthers de la Floride)                        | Bulldogs de Hamilton (LHO)          |
| 165  | Arnaud Durandeau     | Ailier gauche  | Canada      | Islanders de New York (des Kings de Los Angeles)                         | Mooseheads d'Halifax (LHJMQ)        |
| 166  | Brendan De Jong      | Défenseur      | Canada      | Hurricanes de la Caroline                                                | Winterhawks de Portland (LHOu)      |
| 167  | Arvid Holm           | Gardien de but | Suède       | Jets de Winnipeg                                                         | Karlskrona HK U20 (SuperElit)       |
| 168  | Olle Lycksell        | Centre         | Suède       | Flyers de Philadelphie                                                   | Linköpings HC U20 (SuperElit)       |
| 169  | Nick Perbix          | Défenseur      | États-Unis  | Lightning de Tampa Bay                                                   | Elk River High (USHS)               |
| 170  | Jonathan Davidsson   | Ailier droit   | Suède       | Blue Jackets de Columbus (des Islanders de New York, via les Blackhawks) | Djurgårdens IF (SHL)                |
| 171  | D'Artagnan Joly      | Ailier droit   | Canada      | Flames de Calgary                                                        | Drakkar de Baie-Comeau (LHJMQ)      |
| 172  | Ryan McGregor        | Centre         | Canada      | Maple Leafs de Toronto                                                   | Sting de Sarnia (LHO)               |
| 173  | Cédric Paré          | Centre         | Canada      | Bruins de Boston                                                         | Sea Dogs de Saint-Jean (LHJMQ)      |
| 174  | Morgan Barron        | Centre         | Canada      | Rangers de New York (des Sharks de San José)                             | St. Andrew's College (CISAA)        |
| 175  | Trenton Bourque      | Défenseur      | Canada      | Blues de Saint-Louis                                                     | Attack d'Owen Sound (LHO)           |
| 176  | Pavel Koltyguine     | Centre         | Russie      | Predators de Nashville (des Rangers de New York)                         | Voltigeurs de Drummondville (LHJMQ) |
| 177  | Skyler Brind'Amour   | Centre         | États-Unis  | Oilers d'Edmonton                                                        | Selects Academy U18 (USPHL 18U)     |
| 178  | Andreï Svetlakov     | Centre         | Russie      | Wild du Minnesota                                                        | CSKA Moscou (KHL)                   |
| 179  | Carson Meyer         | Ailier droit   | États-Unis  | Blue Jackets de Columbus                                                 | Miami (NCAA)                        |
| 180  | Cole Guttman         | Centre         | États-Unis  | Lightning de Tampa Bay (des Canadiens de Montréal)                       | Fighting Saints de Dubuque (USHL)   |
| 181  | Petrus Palmu         | Ailier droit   | Finlande    | Canucks de Vancouver (des Blackhawks de Chicago)                         | Attack d'Owen Sound (LHO)           |
| 182  | Benton Maass         | Défenseur      | États-Unis  | Capitals de Washington                                                   | Elk River High (USHS)               |
| 183  | Jordan Hollett       | Gardien de but | Canada      | Sénateurs d'Ottawa                                                       | Pats de Regina (LHOu)               |
| 184  | Sebastian Repo       | Ailier droit   | Finlande    | Panthers de la Floride (des Ducks d'Anaheim)                             | Tappara Tampere (SM-Liiga)          |
| 185  | Alexander Chmelevski | Centre         | États-Unis  | Sharks de San José (des Predators de Nashville via les Devils)           | 67's d'Ottawa (LHO)                 |
| 186  | Antti Palojarvi      | Défenseur      | Finlande    | Penguins de Pittsburgh                                                   | Lukko U20 (SM-Liiga Jr. A)          |

### Septième tour
| Rang | Joueur                     | Position       | Nationalité | Équipe LNH                                                          | Repêché de                                     |
| ---- | -------------------------- | -------------- | ----------- | ------------------------------------------------------------------- | ---------------------------------------------- |
| 187  | Nicky Leivermann           | Défenseur      | États-Unis  | Avalanche du Colorado                                               | Eden Prairie High (USHS)                       |
| 188  | Matt Brassard              | Défenseur      | Canada      | Canucks de Vancouver                                                | Generals d'Oshawa (LHO)                        |
| 189  | Benjamin Jones             | Centre         | Canada      | Golden Knights de Vegas                                             | IceDogs de Niagara (LHO)                       |
| 190  | Erik Walli Walterholm      | Ailier droit   | Suède       | Coyotes de l'Arizona                                                | Djurgårdens IF U18 (Allsvenskan U18)           |
| 191  | Jocktan Chainey            | Défenseur      | Canada      | Devils du New Jersey                                                | Mooseheads d'Halifax (LHJMQ)                   |
| 192  | Linus Weissbach            | Ailier gauche  | Suède       | Sabres de Buffalo                                                   | Storm de Tri-City (USHL)                       |
| 193  | Brady Gilmour              | Centre         | Canada      | Red Wings de Détroit                                                | Spirit de Saginaw (LHO)                        |
| 194  | Dylan Ferguson             | Gardien de but | Canada      | Stars de Dallas                                                     | Blazers de Kamloops (LHOu)                     |
| 195  | Victor Berglund            | Défenseur      | Suède       | Bruins de Boston (des Panthers de la Floride)                       | MODO Hockey U20 (SuperElit)                    |
| 196  | Wyatt Kalynuk              | Défenseur      | Canada      | Flyers de Philadelphie (des Kings de Los Angeles, via le Lightning) | Thunder de Bloomington (USHL)                  |
| 197  | Ville Rasanen              | Défenseur      | Finlande    | Hurricanes de la Caroline                                           | Jokipojat Joensuu (Mestis)                     |
| 198  | Skyler McKenzie            | Centre         | Canada      | Jets de Winnipeg                                                    | Winterhawks de Portland (LHOu)                 |
| 199  | Cayden Primeau             | Gardien de but | États-Unis  | Canadiens de Montréal (des Flyers de Philadelphie)                  | Stars de Lincoln (USHL)                        |
| 200  | Samuel Walker              | Centre         | États-Unis  | Lightning de Tampa Bay                                              | Edina High (USHS)                              |
| 201  | Logan Cockerill            | Ailier gauche  | États-Unis  | Islanders de New York                                               | United States National Development Team (USHL) |
| 202  | Filip Sveningsson          | Ailier gauche  | Suède       | Flames de Calgary                                                   | HV 71 U20 (SuperElit)                          |
| 203  | Ryan O'Connell             | Défenseur      | Canada      | Maple Leafs de Toronto                                              | St. Andrew's College (CISAA)                   |
| 204  | Daniel Bukac               | Défenseur      | Tchéquie    | Bruins de Boston                                                    | Wheat Kings de Brandon (LHOu)                  |
| 205  | Iegor Zaïtsev              | Défenseur      | Russie      | Devils du New Jersey (des Sharks de San José)                       | Dinamo Moscou (KHL)                            |
| 206  | Anton Andersson            | Défenseur      | Suède       | Blues de Saint-Louis                                                | Luleå HF U20 (SuperElit)                       |
| 207  | Patrik Virta               | Centre         | Finlande    | Rangers de New York                                                 | TPS Turku (SM-Liiga)                           |
| 208  | Philip Kemp                | Défenseur      | États-Unis  | Oilers d'Edmonton                                                   | United States National Development Team (USHL) |
| 209  | Nick Swaney                | Centre         | États-Unis  | Wild du Minnesota                                                   | Black Hawks de Waterloo (USHL)                 |
| 210  | Robbie Stucker             | Défenseur      | États-Unis  | Blue Jackets de Columbus                                            | St. Thomas Academy (USHS)                      |
| 211  | Croix Evingson             | Défenseur      | États-Unis  | Jets de Winnipeg (des Canadiens de Montréal)                        | Mudbugs de Shreveport (NAHL)                   |
| 212  | Ivan Tchekhovitch          | Ailier gauche  | Russie      | Sharks de San José (des Blackhawks de Chicago)                      | Drakkar de Baie-Comeau (LHJMQ)                 |
| 213  | Kristian Roykas Marthinsen | Ailier gauche  | Norvège     | Capitals de Washington                                              | Almtuna IS U20 (U20 Elit)                      |
| 214  | Matthew Hellickson         | Défenseur      | États-Unis  | Devils du New Jersey (des Sénateurs d'Ottawa via les Sharks)        | Musketeers de Sioux City (USHL)                |
| 215  | Joshua Ess                 | Défenseur      | États-Unis  | Blackhawks de Chicago (des Ducks d'Anaheim)                         | Lakeville South High (USHS)                    |
| 216  | Jacob Paquette             | Défenseur      | Canada      | Predators de Nashville                                              | Frontenacs de Kingston (LHO)                   |
| 217  | William Reilly             | Défenseur      | Canada      | Penguins de Pittsburgh                                              | RPI (NCAA)                                     |